# Parnahyba SC
Parnahyba SC is een Braziliaanse voetbalclub uit Parnaíba in de staat Piauí. 

## Geschiedenis
De club werd in 1913 opgericht en is daarmee de oudste van de staat. De club was al vrij succesvol in de begindagen van de staatscompetitie. Na de invoering van het officiële Campeonato Piauiense in 1941 en de profcompetitie in 1968 kon de club pas in 2004 een nieuwe titel winnen. 

## Erelijst
Campeonato Piauiense
1916, 1924, 1925, 1927, 1929, 1930, 1940, 2004, 2005, 2006, 2012, 2013